# Nicolás Schenone Paz
Nicolás Andrés Schenone Paz de Olivera (Montevideo, 24 de abril de 1986) es un futbolista uruguayo que juega en la posición de volante mixto.

## Trayectoria
Debutó oficialmente en el Miramar Misiones de la Segunda División de Uruguay en el año 2005. A mediados de 2008 fue transferido al Cerro Largo de Uruguay donde militó por un año antes de dar el salto a Europa a la Super Liga de Grecia. En 2009 fichó en el PAS Giannina de Grecia, para 2010 regresa fugazmente a Uruguay para jugar en la Segunda División al unirse a la Institución Atlética Sud América. A inicio de 2011 vuelve al fútbol griego regresando al PAS Giannina, pero finalizando este mismo año ficha por segunda ocasión en el Cerro Largo de Uruguay. Para 2012 fichó en el América de Cali de Colombia. En 2013 es fichado por Liverpool Fútbol Club. El jugador uruguayo jugará en el Deportivo Alavés durante la temporada 2013/2014. Luego de un pasaje por Canadian, en enero de 2017 es fichado por el Club Atlético Cerro de la Primera División de Uruguay

## Clubes
| Club                             | País      | Año         |
| -------------------------------- | --------- | ----------- |
| Miramar Misiones                 | Uruguay   | 2005 - 2008 |
| Cerro Largo                      | Uruguay   | 2008 - 2009 |
| PAS Giannina                     | Grecia    | 2009 - 2010 |
| Institución Atlética Sud América | Uruguay   | 2010 - 2011 |
| PAS Giannina                     | Grecia    | 2011        |
| Cerro Largo                      | Uruguay   | 2011        |
| América de Cali                  | Colombia  | 2012        |
| Liverpool                        | Uruguay   | 2013        |
| Deportivo Alavés                 | España    | 2014        |
| Talleres de Córdoba              | Argentina | 2014 - 2016 |
| Miramar Misiones                 | Uruguay   | 2016        |
| Canadian                         | Uruguay   | 2016 - 2017 |

## Palmarés

### Campeonatos nacionales
| Título               | Club            | País      | Año  |
| -------------------- | --------------- | --------- | ---- |
| Primera B (Apertura) | América de Cali | Colombia  | 2012 |
| Torneo Federal A     | Talleres (C)    | Argentina | 2015 |
| Primera B Nacional   | Talleres (C)    | Argentina | 2016 |